# Yunnanodon
Yunnanodon es un género de terápsidos terocéfalos que vivió en China durante la etapa del Sinemuriano perteneciente al Jurásico Inferior. El nombre, que se traduce como diente de Yunnan, proviene de la localización donde se descubrió, en la provincia de Yunnan y del griego odon(ti) (δόντι) que significa "diente". El nombre taxonómico de su especie, brevirostre, significa "hocico corto", de brevis (corto) y rostrum (pico).
Yunnanodon fue descubierto en la Formación Lufeng Inferior, de la provincia de Yunnan. Este tritilodóntido representa a uno de los pocos terápsidos no mamíferos que sobrevivieron a la extinción masiva del Triásico-Jurásico.  Era un animal pequeño, cuyo cráneo en los adultos solo alcanzaba entre 36 a 47 milímetros de longitud.